# Coloptilia
Coloptilia é um gênero de traça pertencente à família Agonoxenidae.